# 佛手瓜属
佛手瓜属是葫芦科下的一个属，为藤本植物。该属共有佛手瓜（Sechium edule）等数种，原产于热带美洲。
然而，分子系统发生学研究显示，本属的物种实际上嵌套在刺果瓜属（Sicyos）各物种之间，因而被合并入后者，成为其异名。